# Reprezentacja Brazylii w piłce wodnej kobiet
Reprezentacja Brazylii w piłce wodnej kobiet – zespół, biorący udział w imieniu Brazylii w meczach i sportowych imprezach międzynarodowych w piłce wodnej, powoływany przez selekcjonera, w którym mogą występować wyłącznie zawodnicy posiadający brazylijskie obywatelstwo. Za jej funkcjonowanie odpowiedzialny jest Brazylijski Związek Pływacki (CBDA), który jest członkiem Międzynarodowej Federacji Pływackiej.